# Acción del 1 de enero de 1800
La acción del 1 de enero de 1800 fue una batalla naval de la Cuasi-Guerra que tuvo lugar frente a la costa de la actual Haití, cerca de la isla de Guanaba en el ancón de Léogâne. La batalla se libró entre un convoy estadounidense de cuatro buques mercantes escoltados por la goleta naval estadounidense USS Experiment, y una escuadra de barcazas armadas tripuladas por haitianos conocidos como picaroons.
Un general haitiano alineado con Francia, André Rigaud, había dado instrucciones a sus fuerzas para atacar a todos los barcos extranjeros dentro de su rango de operaciones. En consecuencia, una vez que Experiment y su convoy de barcos mercantes se acercaron a Gonâve, los picaroons los atacaron, capturando dos de los barcos mercantes estadounidenses antes de retirarse. Experiment logró salvar a los otros dos barcos en su convoy, y los escoltó a un puerto amigo. En el lado estadounidense, solo el capitán de la goleta Mary fue asesinado. Aunque los picaroons sufrieron grandes pérdidas durante este enfrentamiento, se mantuvieron lo suficientemente fuertes como para continuar causando estragos entre los barcos estadounidenses en la región. Sólo después de que Rigaud fue forzado a abandonar el poder por las fuerzas de Toussaint Louverture, líder de la Revolución Haitiana de 1791, cesaron los ataques de los picaroon.

## Antecedentes
Con los albores de la Revolución haitiana en 1791, una exitosa rebelión de esclavos en la colonia francesa, entonces conocida como Saint-Domingue, permitió a la población local obtener el control sobre el gobierno. A pesar de su éxito en la eliminación de las autoridades coloniales francesas, las diversas facciones políticas que habían tomado el control de la colonia eran díscolas, y pronto estallaron combates entre ellas. En 1800, la Guerra del Sur entre el pro-francés André Rigaud y el pro-autonomía Toussaint Louverture estaba en pleno apogeo y Saint-Domingue se dividió en dos. Rigaud controlaba parte de la parte sur de Saint-Domingue, mientras que Louverture controlaba el resto de la colonia francesa. Necesitados de suministros y material, las fuerzas de Rigaud atacaron cualquier barco no francés que pasara por ellos.
Simultáneamente con la Guerra del Sur, los Estados Unidos y Francia se involucraron en un ataque de guerra naval limitada en el Caribe como parte de la Cuasi-Guerra. A finales de diciembre de 1799, la goleta armada estadounidense Experiment escoltaba bajo el convoy al bergantín Daniel y Mary y a las goletas Sea Flower, Mary y Washington para evitar su captura por corsarios franceses. El 1 de enero de 1800, el convoy quedó atrapado en una calma muerta frente al lado norte de la actual isla haitiana de Guanaba, en la bahía de Leogane. Al ver el convoy calmado, Rigaud envió once barcazas armadas para atacar y apoderarse de los buques estadounidenses.
Las tripulaciones de los buques mercantes estadounidenses poseían solo armas pequeñas, pero su escolta, Experiment, era un buque mucho más poderoso. Comandado por William Maley, el Experiment de 135 toneladas estaba armado con 12 cañones de seis libras y tenía un complemento de 70 hombres. En comparación, la fuerza de ataque inicial de Rigaud consistía en once barcazas tripuladas por 40 a 50 hombres cada una en las más pequeñas, y 60 o 70 en las embarcaciones más grandes. Estas barcazas fueron propulsadas principalmente por remos, con 26 por buque. Las naves haitianas estaban equipadas con una mezcla de cañones giratorios y cañones de cuatro libras, con la mayoría de los buques armados con dos o tres cañones, así como armas pequeñas. Además de los buques que se dispusieron a atacar el convoy, había más barcazas y hombres cerca a los que los haitianos podían recurrir si se necesitaban refuerzos. En total, unas 37 barcazas y 1500 hombres estaban a disposición inmediata de Rigaud, aunque los estadounidenses no lo sabían durante el ataque. Individualmente, las barcazas haitianas presentaban solo una pequeña amenaza para el convoy, pero al atacar en masa podían abrumar y capturar fácilmente a los barcos estadounidenses si lograban abordarlos.

## Acción

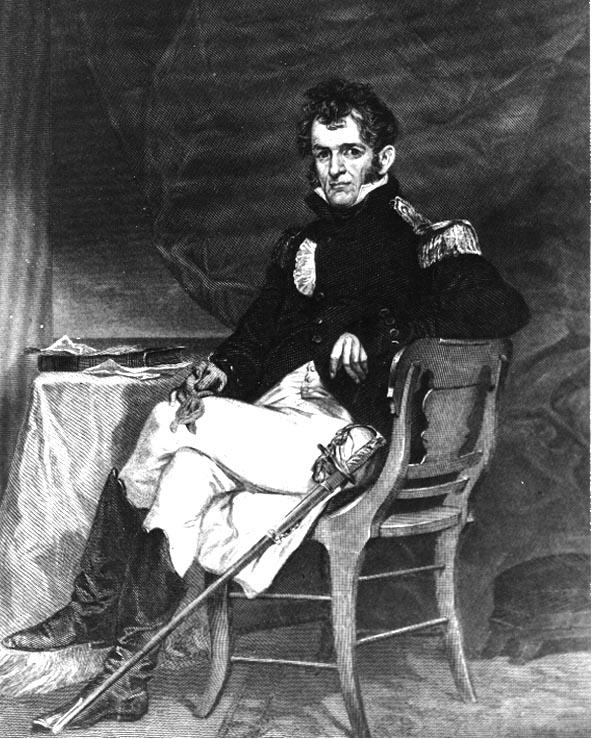
Comodoro David Porter Alonzo Chappell, antes de 1862

Experiment mantuvo sus puertos de armas cerrados y se hizo pasar por un mercante, mientras que los haitianos navegaron más cerca del convoy con la intención de abordar y capturar los cinco buques. Una vez que los haitianos estaban en el rango de mosquetes de los buques estadounidenses, abrieron fuego contra ellos, y Experiment devolvió el fuego. El racimo de metralla de los estadounidenses causó estragos entre las barcazas haitianas y se vieron obligados a retirarse. Se detuvieron en el convoy estadounidense durante treinta minutos antes de varar en la cercana isla de Guanaba para desembarcar a sus heridos y reunir refuerzos. Con tres barcazas más y nuevas tripulaciones, los picaroons partieron para asaltar el convoy estadounidense una vez más. Se dividieron en tres escuadrones de cuatro barcazas cada uno y pusieron rumbo para atacar a Experiment. Las divisiones principales y centrales atacaron los lados del buque de guerra estadounidense mientras que la división de retaguardia asaltó la popa. Durante la pausa en la lucha, Experiment se había preparado para el próximo asalto de los picaroons colocando mosqueteros en posiciones defensivas, cargando sus cañones principales y levantando redes de abordaje. Por lo tanto, cuando los haitianos atacaron de nuevo el buque de guerra estadounidense, estaba bien preparada para rechazar cualquier intento de abordarlo.
Durante tres horas, Experiment luchó contra las barcazas, hundiendo dos y matando a muchos de los picaroons. Durante este tiempo, dos de las barcazas abandonaron el buque de guerra y atacaron a los buques mercantes. Estas barcazas lograron protegerse del experimento navegando detrás de la goleta Mary, que estaba entre las dos barcazas y el buque de guerra. Los haitianos abordaron Mary y mataron a su capitán. Muchos de los tripulantes saltaron al mar, y el resto se escondió en la bodega. La segunda barcaza intentó llevarse a Daniel y Mary, pero fue hundida por el fuego de Experiment. Una vez que los haitianos abordaron Mary, Experiment abrió fuego contra ella con un disparo de uva, expulsando a los picaroons.
Toda la flotilla de haitianos se retiró una vez más a Guanaba y reemplazó a sus tripulantes heridos por otros nuevos. Al ver que Daniel, Mary y Washington se habían alejado del convoy, los haitianos se dispusieron a atacarlos. Los dos buques civiles, que se habían alejado demasiado de la protección de los cañones de Experiment, fueron abandonados por sus tripulaciones y pasajeros que huyeron al buque de guerra estadounidense. Los haitianos abordaron y saquearon estos dos barcos, llevándolos más lejos de Experiment. Experiment logró acercarse lo suficiente a las barcazas para atacarlas con su cañón, pero no pudo perseguirlas, ya que dos barcazas se habían separado de la flotilla principal y estaban posicionadas para llevarse a Mary y Sea Flower si Experiment las dejaba. Finalmente, los restos del convoy lograron llegar a Léogâne, donde fueron atendidos por el cónsul estadounidense.

## Secuelas
El USS Experiment había logrado proteger dos de los convoyes, pero los otros dos barcos fueron tomados por los picaroons. En el lado estadounidense, solo el capitán de la goleta Mary había sido asesinado. Los estadounidenses también sufrieron dos heridos: un civil y el segundo al mando de Experiment, David Porter, que había recibido un disparo en el brazo durante la acción. A cambio, los haitianos habían perdido dos de sus barcazas y muchas bajas. Los picaroons de Rigaud atacaron otro convoy estadounidense más tarde en el año y continuaron hostigando a los barcos estadounidenses hasta que Rigaud fue expulsado de Saint-Domingue al final de la Guerra del Sur. Después de huir a Guadalupe, partió hacia Francia en la goleta Diane, pero fue capturado y llevado a San Cristóbal cuando Experiment la interceptó el 1 de octubre de 1800.
La acción resultaría controvertida en los Estados Unidos, ya que los informes de varios oficiales sugirieron que el teniente Maley, comandante de Experiment, había mostrado cobardía durante el enfrentamiento. El teniente Porter declaró que Maley había tratado de insistir en rendirse a los picaroons inmediatamente después de su llegada. Se alegó que Maley pensó que la situación era desesperada debido a la gran cantidad de haitianos pro-franceses que estaban atacando el convoy, y había intentado golpear los colores.
Los informes de los oficiales también elogiaron a Porter, afirmando que había salvado a Experiment y su convoy actuando por iniciativa propia para ignorar el derrotismo de Maley, instando a la tripulación a luchar. Otros funcionarios estadounidenses, como el cónsul estadounidense en Leonge que estaba a bordo del Experimento durante la acción, no estuvieron de acuerdo con las acusaciones de Porter y, en cambio, elogiaron a Maley por su valentía. Se hicieron amenazas de corte marcial contra Maley, pero nunca se presentaron cargos formales con respecto al incidente. El 16 de julio de 1800 fue reemplazado como comandante del Experiment por Charles Stewart. El incidente persiguió su carrera hasta su retiro.